# Chiara Aurelia
Chiara Aurelia (Taos, 13 settembre 2002) è un'attrice statunitense.

## Biografia
Nata a Taos ma cresciuta ad Albuquerque, sempre in New Mexico, da Frederic de Braconier d'Alphen, belga (fra l'altro discendente di Peter Paul Rubens), e Claudia Kleefeld, ebrea statunitense, Chiara non ha avuto un'infanzia facile: suo padre muore in un incidente stradale quando lei ha soltanto 3 anni, mentre quando ne ha 11 sua madre, figlia dell'artista Carolyn Mary Kleefeld e nipote dell'architetto Mark Taper, fondatore del Mark Taper Forum.
Chiara inizia a recitare molto presto, partecipando a piccole produzioni teatrali a scuola e a lezioni di recitazione. Dall'età di 12 anni, inizia a viaggiare tra Albuquerque e Los Angeles, per poi trasferirsi da sola a New York per proseguire la sua carriera, appena 16enne, al Lee Strasberg Institute.

## Carriera
L'Aurelia ha iniziato la sua carriera come attrice bambina in piccoli ruoli cinematografici e televisivi, nonché con parti principali in cortometraggi come Dead Celebrity (2014).
Nel 2017 ha interpretato il personaggio di Carla Gugino da ragazzina ne Il gioco di Gerald, adattamento cinematografico dell'omonimo romanzo di Stephen King (per cui ha ricevuto una nomination ai Critics' Choice Awards come miglior giovane interprete e alla Hollywood Critics Association); l'anno seguente ha anche preso parte al cast nel debutto alla regia di Alex Pettyfer, Back Roads.
Nel 2021, ha iniziato a vestire i panni di Jeanette Turner nella serie della Freeform Cruel Summer (per cui vince il suo primo Critics' Choice Award), nonché di Rose Lord nella serie della TNT Tell Me Your Secrets. È apparsa anche nel film Fear Street Parte 2: 1978.
Infine, nel 2022 ha ottenuto il ruolo di protagonista, interpretato anche dalla più matura Mila Kunis, nell'adattamento cinematografico di Netflix La ragazza più fortunata del mondo, tratto dall'omonimo romanzo di Jessica Knoll.

## Filmografia

### Cinema
- We Are Your Friends, regia di Max Joseph (2015)
- Big Sky, regia di Jorge Michel Grau (2015)
- Il gioco di Gerald (Gerald's game), regia di Mike Flanagan (2017)
- Back Roads, regia di Alex Pettyfer (2018)
- Fear Street Parte 2: 1978 (Fear Street Part Two: 1978), regia di Leigh Janiak (2021)
- La ragazza più fortunata del mondo (Luckiest Girl Alive), regia di Mike Barker (2022)

### Televisione
- CSI - Scena del crimine (CSI: Crime Scene Investigation) – serie TV, episodio 22x14 (2014)
- Pretty Little Liars – serie TV, episodio 13x5 (2014)
- Agent Carter – serie TV, episodio 5x1 (2015)
- Nicky, Ricky, Dicky & Dawn – serie TV, episodio 17x1 (2015)
- Foreseeable (2015)
- Recovery Road – serie TV, 1 episodio (2016)
- Secret Summer (2016)
- The Brave – serie TV, 2 episodi (2018)
- Tell Me Your Secrets – serie TV, 10 episodi (2021)
- Cruel Summer – serie TV, 10 episodi (2021)

### Cortometraggi
- Dead Celebrity, regia di Seth Fuller (2014)

## Riconoscimenti
- Young Artist Award
  - 2016 – Candidatura per la miglior attrice protagonista per Secret Summer
  - 2018 – Miglior attrice protagonista per Back Roads
- Critics' Choice Awards
  - 2017 – Candidatura per la miglior giovane interprete per Il gioco di Gerald
  - 2021 – Miglior giovane interprete per Cruel Summer[12]
- Hollywood Film Awards
  - 2017 – Migliore attrice per Il gioco di Gerald
  - 2021 – Candidatura per la miglior attrice per Cruel Summer[13]